# Shuhei Otsuki
Shuhei Otsuki (大槻 周平 Otsuki Shuhei?), född 26 maj 1989 i Kyoto prefektur, är en japansk fotbollsspelare.
Otsuki började sin karriär 2012 i Shonan Bellmare. Han spelade 107 ligamatcher för klubben. 2017 flyttade han till Vissel Kobe. 2019 flyttade han till Montedio Yamagata.